# Каватикио Супериоре (Пескара)
Каватикио Супериоре (итал. Cavaticchio Superiore) је насеље у Италији у округу Пескара, региону Абруцо.
Према процени из 2011. у насељу је живело 42 становника. Насеље се налази на надморској висини од 99 м.